# アブドゥラ (パハン州)
アブドゥラ（マレー語: عبد الله）は、マレーシア・パハン州のスルターン（在位：2019年1月15日 - ）。マレーシアの第16代国王（在位：2019年1月31日 - 2024年1月30日）。
2019年1月24日、第15代マレーシア国王ムハンマド5世の退位を受けて開かれた統治者会議において国王に選出され、31日の式典で正式に即位した。これに先立つ2019年1月15日、高齢の父アフマド・シャーから譲位されてパハン州スルターンとなった。マハティール・ビン・モハマドを含め４人の首相を経験している。
2019年には訪日して10月22日の即位礼正殿の儀に参列し、同日中に迎賓館赤坂離宮において内閣総理大臣安倍晋三と会談した。

## 役職
- アジアホッケー連盟：会長職を務める[2]
- 国際サッカー連盟：理事職を務める[2]